# Отскок
Отскок (англ. Rebound) — комедийный фильм 2005 года.

## Сюжет
Тренер колледжа по баскетболу Рой Маккормик, остался без команды. Он позволил себе вспышку гнева во время игры и поэтому вылетел с работы. Теперь он вынужден тренировать школьную команду, его подопечные - сплошь лузеры и неудачники. Но Рой не опускает рук - он планирует создать по-настоящему великолепную команду.

## В ролях
- Мартин Лоуренс — тренер Рой Маккормик / Дон Маккормик  – брат-близнец Дона
- Венди Ракель Робинсон — Дженни Эллис
- Брекин Мейер — Тим Финк
- Патрик Уорбертон — Ларри Бёрджесс
- Меган Маллалли — директор Мэри Уолш
- Алия Шокат — Эми
- Коди Линли — Ларри Бёрджесс мл.
- Роберт Раслер — тренер Falcon